# Invasion U.S.A.
Invasion U.S.A. (prt: Invasão EUA; bra: Invasão USA, ou Invasão dos EUA) é um filme estadunidense de 1985, dos gêneros guerra e ação, dirigido por Joseph Zito, com roteiro de James Bruner, Chuck Norris (que protagoniza o filme) e Aaron Norris.

## Sinopse
Mikhail Rostov (o eterno vilão Richard Lynch) é um terrorista russo que resolve, literalmente, invadir os Estados Unidos. Ele junta uma quadrilha de mercenários e terroristas de todo o mundo, liderados por ele e por seu braço direito, Nikko (Alexander Zale), e entram facilmente no território americano, iniciando uma série de atentados e assassinatos que seria o início da autoproclamada "Invasão dos Estados Unidos". O plano de Rostov é jogar os próprios americanos uns contra os outros e fazer ruir a democracia americana. E só há uma pessoa capaz de deter essa destruição: Matt Hunter (Chuck Norris).

## Elenco
- Chuck Norris ....  Matt Hunter
- Richard Lynch.... Mikhail Rostov
- Melissa Prophet....  McGuire
- Alex Colon.... Tomas
- Alexander Zale.... Nikko
- Dehl Berti.... John Eagle
- Billy Drago....Mickey